# Michael Drieschner
Michael Drieschner (* 15. Mai 1939 in Düsseldorf) ist ein deutscher Physiker und Philosoph. Er war bis 2006 Professor für Naturphilosophie an der Ruhr-Universität Bochum.

## Leben
Drieschner wurde 1939 geboren. Nach dem Abitur am humanistischen Karlsgymnasium München-Pasing studierte er Physik in München, Berlin, Göttingen und Paris und legte die Diplom-Prüfung 1964 an der Ludwig-Maximilians-Universität München ab. Anschließend studierte er Philosophie und promovierte 1968 mit einer Arbeit über die Axiomatik der Quantenmechanik bei Carl Friedrich von Weizsäcker an der Universität Hamburg. Seit 1969 war er am Aufbau des Max-Planck-Instituts zur Erforschung der Lebensbedingungen der wissenschaftlich-technischen Welt beteiligt und arbeitete dort eng mit Carl Friedrich von Weizsäcker zusammen.
1980 wurde er an der Ludwig-Maximilians-Universität München habilitiert mit einer Arbeit über die begrifflichen Grundlagen der Quantenmechanik. Ab 1978 arbeitete er in verschiedenen Betrieben im Rahmen der Katholischen Integrierten Gemeinde. 1986 wurde er Professor für Naturphilosophie an der Ruhr-Universität Bochum. Seit 2006 ist er im Ruhestand.

## Forschungsschwerpunkte
Drieschners Forschungsschwerpunkte sind die begrifflichen Grundlagen der Quantentheorie, der Wahrscheinlichkeitstheorie und der Evolutionstheorie sowie deren philosophische Interpretation. Für die Wahrscheinlichkeit fand er die Definition als vorausgesagte relative Häufigkeit, welche die Ableitung ihrer Grundregeln gestattet. Für die Hilbertraum-Struktur der Quantenmechanik gab er eine Axiomatik an, die eine Begründung a priori erlaubt.

## Schriften (Auswahl)
- Voraussage – Wahrscheinlichkeit – Objekt. Über die begrifflichen Grundlagen der Quantenmechanik. Lecture Notes in Physics 99, Springer, Berlin/Heidelberg/New York 1979.
- C. F. v. Weizsäcker – eine Einführung. Junius, Hamburg 1992.
- Moderne Naturphilosophie – eine Einführung. mentis, Paderborn 2002.
- Risiko, Wachstum und Fall der Profitrate. In: Klaus Michael Meyer-Abich (Hg.): Physik, Philosophie und Politik. Festschrift für C. F. v. Weizsäcker zum 70. Geburtstag. Hanser, München 1982, S. 168–177.
- Die begriffliche Struktur der (neo-)darwinistischen Theorie. In: Ethik und Sozialwissenschaften 5 (1994), S. 214–217.
- Synthetische Urteile a priori in der modernen Naturwissenschaft. In: Kirsten Schmidt et al. (Hgg.): Die Aktualität der Philosophie Kants. Grüner, Amsterdam 2005, S. 25–36